# 愛知県道300号高浜港停車場線
愛知県道300号高浜港停車場線（あいちけんどう300ごう たかはまみなとていしゃじょうせん）は、愛知県高浜市内を走る一般県道である。

## 概要

### 路線データ
- 起点：高浜港停車場
- 終点：愛知県高浜市青木町6丁目（愛知県道46号西尾知多線交点）
- 全長：約90m

## 沿革
- 1959年12月15日 認定

## 接続する道路
- 愛知県道46号西尾知多線（高浜港駅西交差点）

## 周辺
- 名鉄三河線 高浜港駅